# مهمان‌پذیر (فیلم)
مهمان‌پذیر یا اتاق خالی (به انگلیسی: Vacancy) فیلمی آمریکایی در ژانر مهیج و ترسناک به کارگردانی نیمرود آنتال است که در سال ۲۰۰۷ اکران شد. مارک اسمیت نویسندهٔ فیلمنامه، پل هاسلینگر آهنگساز و آندژی سکووا مدیر تصویربرداری این فیلم بوده‌اند.

## داستان فیلم
دیوید (لوک ویلسون) و همسرش اِمی (کیت بکینسیل) به‌دلیل از کار افتادن خودروشان به‌ناچار آن را ترک کرده و پس از مدتی پیاده‌روی به هُتِلی در منطقه‌ای دورافتاده می‌رسند. آن دو به‌ناچار وارد آنجا شده و اتاقی را از مدیر هتل (فرانک ویلی) خواستار می‌شوند. دیوید و اِمی، که قرار است به‌زودی از هم جدا شوند، مجبور می‌شوند یک شب دیگر همدیگر را تحمل کنند. در اتاق آنها یک دستگاه ویدئو و تعداد زیادی نوار فیلم است. دیوید و اِمی تصمیم می‌گیرند برای گذراندن وقت به تماشای فیلم‌ها بنشینند، اما پی می‌برند که فیلم‌های موجود در اتاق، معمولی نیستند. این فیلم‌ها تصاویر ساکنان قبلیِ همین اتاق هستند که به بدترین وضع شکنجه و کشته شده‌اند. در همین حال، اِمی و دیوید متوجه دوربین‌های مخفی می‌شوند که در گوشه‌وکنار اتاق نصب شده‌اند. دیوید و اِمی تصمیم می‌گیرند تا به هر طریق از این مهلکه بگریزند، دیوید و امی از اتاق فرار می کنند و به جنگل می روند، اما با دو مردی که ماسک پوشیده بودند مواجه می شوند، بنابراین آنها به اتاق باز می گردند و در را قفل می کنند. در حمام، وقتی سیب نیمه خورده امی را در ماشین می بینند، شوکه می شوند. دیوید به سمت تلفن متل می دود و 911 را می گیرد، اما میسون پاسخ می دهد. دیوید درست قبل از اینکه مردها با ماشینشان برخورد کنند و او را به اتاق تعقیب کنند از باجه تلفن فرار می کند. لحظاتی بعد، دیوید و امی می شنوند که یک کامیون به داخل پارکینگ می آید. از پنجره، آنها توجه راننده را به خود جلب می کنند، اما به زودی متوجه می شوند که او با میسون کار می کند. آنها سپس دریچه ای را در حمام کشف می کنند که به تونل های مختلف به اتاق های مختلف متل منتهی می شود. آنها در نهایت به اتاق مدیر می رسند. امی سعی می کند با پلیس تماس بگیرد اما میسون تماس او را قطع می کند.
به دنبال مردان نقابدار، آنها مخفیانه به داخل تونل برمی گردند و مسیر دیگری را طی می کنند که به گاراژ اتومبیل روبروی متل ختم می شود. در همین حال، یک پلیس ظاهر می شود که به تماس امی پاسخ داده است. با جستجوی یکی از اتاق ها، او شاهد یک فیلم شکنجه است و فرار می کند. دیوید و امی به سمت او می دوند و همه تلاش می کنند تا آنجا را ترک کنند اما متوجه می شوند که سیم موتور ماشین پلیس قطع شده است. وقتی افسر بیرون می آید، افراد نقابدار او را می کشند. دیوید و امی وارد یکی از اتاق های دیگر می شوند. دیوید امی را در سقف پنهان می کند در حالی که او قصد دارد برای بازیابی هفت تیر به دفتر میسون برود، اما مردان هنگام خروج او را با چاقو می زنند. او در حالی که امی از بالا تماشا می کند، بر زمین می افتد. صبح، امی پایین می آید و می رود و ماشین یکی از قاتلان را پیدا می کند. همانطور که او تلاش می کند از آنجا دور شود، مردی نقابدار از سانروف به داخل ماشین نفوذ می کند، و امی ماشین را به متل می کوبد و او و مرد دیگر را می کشد (که مشخص می شود مکانیکی است که قبلاً به این زوج کمک کرده بود). سپس امی وارد پذیرایی می شود و در آنجا هفت تیر را پیدا می کند. میسون ظاهر می شود و شروع به خفه کردن او با سیم تلفن می کند، سپس در حالی که مبارزه را با دوربین فیلمبرداری خود ضبط می کند، او را کتک می زند. امی می جنگد و موفق می شود دست برتر را به دست آورد و در نهایت میسون را با شلیک گلوله می کشد.
امی نزد دیوید برمی گردد و متوجه می شود که او هنوز زنده است. او به پذیرش برمی گردد، سیم تلفن را از جیب کت میسون بیرون می آورد و آن را به تلفن وصل می کند و با 911 تماس می گیرد. سپس نزد دیوید برمی گردد و او را در حالی که منتظر رسیدن پلیس است دلداری می دهد.

## بازیگران
- لوک ویلسون - دیوید فاکس
- کیت بکینسیل -اِمی فاکس
- فرانک ویلی - منسون
- ایتان امبری - مکانیک
- اسکات جی. اندرسون - قاتل

## نقدها
مهمان‌پذیر (اتاق خالی) ازسوی منتقدان و سایت‌ها، نقدهای مثبت بسیاری کسب کرد. دوری از خشونت و خون‌ریزی افراطی، داستانِ گیرا و کاراکترهای ملموس، فیلمبرداری و نورپردازی خوب از نکات مثبت این فیلم هستند.
دنباله این فیلم اتاق خالی ۲: اولین بریدگی نام دارد.